# Pramadea ovialis
Pramadea ovialis is een vlinder uit de familie grasmotten (Crambidae). De wetenschappelijke naam van deze soort is voor het eerst gepubliceerd in 1859 door Francis Walker.

## Verspreiding
De soort komt voor in tropisch Afrika met inbegrip van Madagaskar en Réunion.

## Waardplanten
De rups leeft op:
- Cassia fistula (Fabaceae)
- Vitis vinifera (Vitaceae)